# Salmenkallio
Salmenkallio est un quartier du district de Östersundom à Helsinki en Finlande

## Description
Le quartier de Salmenkallio (en finnois : Salmenkallion kaupunginosa) a une superficie de 3,62 km2, sa population s'élève à 37 habitants(1.1.2010). Créé en 2009 Salmenkallio appartenait en grande partie au quartier de Länsisalmi de Vantaa et pour le reste à Sipoo. 
Salmenkallio est en grande partie une zone peu construite. Ce n'est que dans sa partie orientale que se trouve l'ancienne zone des petites maisons individuelles. La proximité de la mer est clairement visible dans le paysage. 
Les zones naturelles précieuses de Porvarinlahti et Kasakallio, situées juste à côté de la mer, font partie de la zone protégée de Mustavuuori (fi). 
La route du port de Vuosaari et le ligne de Kerava à Vuosaari traversent le quartier en grande partie dans des tunnels.